# Брдски топ 75мм Шкода М28
Брдски топ Шкода 75 mm модел 1928 (75 mm M.28) се производио у чехословачким Шкодиним заводима у Плзењу искључиво за Југословенску Краљевску војску. Представља модернизовану верзију Шкодиног брдског топа из 1915. године.

## Спецификација
- Калибар: 75
- Тежина: 710
- Дужина цеви: 1,345 m (L/18)
- Тежина пројектила: 6,3
- Брзина на излазу из цеви: 425
- Домет: 8700
- Елевација: -8/+50°
- Хоризонтално поље дејства: 7°